# Adolfo Bellucci
Adolfo Bellucci (Gubbio, 22 settembre 1918 – ...) è stato un calciatore italiano, di ruolo mediano.

## Carriera
Giocò a lungo nel Siena, con cui partecipò anche al campionato misto A/B del 1945-1946.